# Aristodemos von Nysa der Ältere
Aristodemos von Nysa (altgriechisch Ἀριστόδημος) war ein antiker griechischer Erzieher und Grammatiker aus Nysa in Kleinasien.
Aristodemos ist uns einzig durch eine Erwähnung bei Strabon bekannt. Danach war er ein älterer Vetter des Aristodemos von Nysa, als Grammatiker tätig und Lehrer des Gnaeus Pompeius Magnus. Sein Bruder Sostratos war ebenfalls ein Gelehrter.